# Sci (attrezzo)

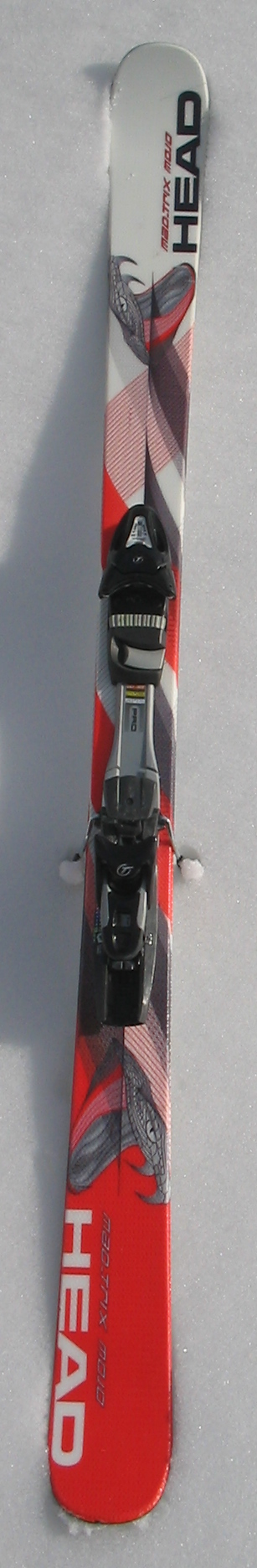
Sci a doppia punta per freestyle

Uno sci è un attrezzo lungo e piatto indossato ai piedi per aiutare a scivolare sulla neve. In origine era usato per favorire gli spostamenti nelle regioni nevose mentre attualmente è utilizzato per scopi ricreativi e sportivi. La parola italiana deriva dalla parola germanica "ski" che sembra essere l'origine del verbo "scivolare" e di alcune parole delle lingue regionali (per esempio, il lombardo occidentale sghià, "scivolare").
Lo scorrimento sulla neve avviene grazie al calore prodotto dall'attrito e dalla pressione esercitata dallo sci, che scioglie la neve sottostante formando un sottile velo d'acqua. Per questo, se il fondo dello sci è congelato, non scorre sulla neve fino a che non viene asportato il ghiaccio. Per alzare il punto di congelamento dell'acqua sotto lo sci, sono utilizzate delle cere (la sciolina).

## Costruzione e materiali
Gli sci in origine erano costruiti con tavole ricavate da un singolo pezzo in legno. Attualmente sono costituiti da un complesso assemblaggio di materiali tra cui fibra di vetro, kevlar, titanio o materiali compositi (titanal), e nei modelli commerciali il legno è meno utilizzato per le sue caratteristiche di anisotropia che ne aumenta i costi di produzione.
Il collegamento tra sci e piede dello sciatore avviene mediante l'attacco posto sullo sci e lo scarpone da sci.
Gli sci utilizzati per il fondo (il cosiddetto sci nordico) sono molto più sottili e leggeri, hanno inoltre punta maggiormente incurvata verso l'alto per evitare che lo sci penetri nella neve.

Negli sci da discesa (sci alpino) le punte sono meno pronunciate e gli sci sono più larghi e spessi, oltre che più pesanti. 
Montano sui bordi della soletta (la parte a contatto con la neve) delle lamine in acciaio, che permettono allo sci di tenere in curva, specialmente su nevi dure e ghiacciate.
La lunghezza degli sci è determinata dalla tecnica utilizzata e anche dalle caratteristiche fisiche (peso e altezza) e tecniche dello sciatore.

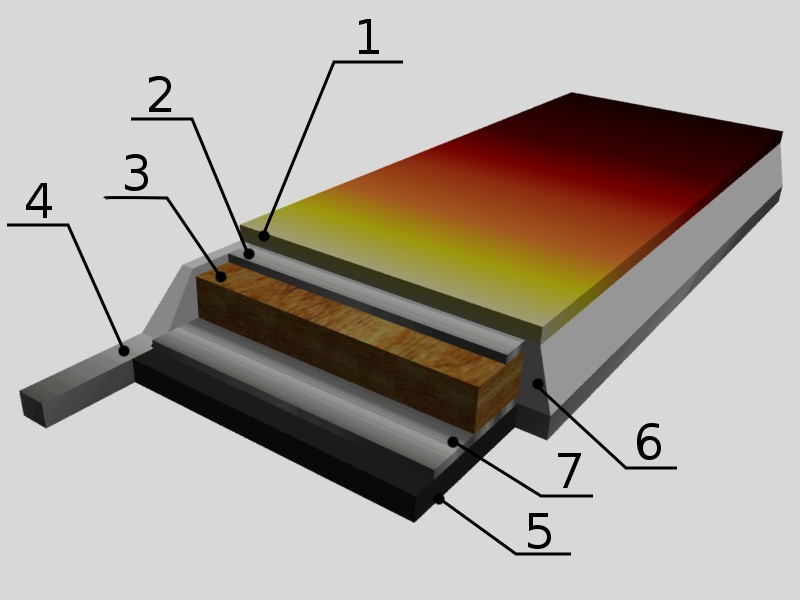
Schema della struttura di un moderno sci:
1. lamina superiore (plastica)
2. strato di torsione (titanio)
3. anima (legno)
4. lamina (acciaio)
5. soletta (grafite)
6. fianco (ABS)
7. cuscinetto (gomma)

Oggi la tecnica costruttiva ha raggiunto livelli molto alti soprattutto per quanto riguarda la realizzazione dell'interno dello sci: gli sci per l'agonismo infatti sono realizzati utilizzando varie e complicate tecniche per la disposizione del legno (per quanto riguarda gli sci più economici, invece, si ricorre alla tecnica dell'iniezione di schiume o materiali simili). Si presta molta attenzione anche alla massima riduzione possibile dell'attrito, ricorrendo all'utilizzo di sciolina, realizzando il fondo dello sci in grafite e incidendolo con dei piccolissimi segni atti allo scorrimento delle gocce d'acqua che si creano fra la neve e lo sci stesso (l'insieme di queste incisioni viene indicato in gergo con il termine "impronta"). Ovviamente le viti che inizialmente univano la lamina allo sci sono state eliminate, per ovvi motivi di vantaggio in termini di scorrevolezza.
Un'importante innovazione nella progettazione degli sci da discesa si è avuta negli anni '90 del XX secolo con l'introduzione degli sci  sciancrati. Tali sci sono più corti dei precedenti e presentano una forma aerodinamica, più stretta in corrispondenza dell'attacco e più larga nella punta e nella coda. Questa forma consente una sciata più fluida e maggiore facilità nell'esecuzione delle curve. Lo sci carving costituisce un passo di una lunga evoluzione in questo campo. Nell'arco di 50 anni si è passati da sci lunghissimi, di legno di hickory o di frassino, con soletta verniciata, con scanalatura centrale, con spigoli in acciaio in più pezzi e viti visibili e con attacchi formati da semplici ganasce e tiranti di acciaio a leva per gli scarponi, a sci compatti costruiti assemblando a sandwich materiali compositi diversi: legno, fibra di vetro, resine, duralluminio, policarbonato, titanio, kevlar ed altri, con lamine intere ricoperte dalla soletta e con attacchi di sicurezza. Parallelamente, la lunghezza media degli sci è molto diminuita nel tempo: 50 anni fa era pari all'altezza dello sciatore più il braccio alzato; ora è inferiore alla sua statura per gli sci da discesa, o poco superiore per quelli da fondo.

## Tipi di sci
Esistono molti tipi di sci progettati per differenti tipi di utilizzo.

### Sci da discesa
Per lo sci alpino, fino alla metà degli anni 90, gli sci erano lunghi e quasi dritti lateralmente (in realtà già avevano una leggera sciancratura).
Oggi si usano sci sciancrati cioè dalla forma parabolica: stretti al centro e più larghi in punta e coda. Sono i cosiddetti sci carving. 
Disponendo lo sci in taglio sulla neve, lo sciatore cambia direzione seguendo la traiettoria che la sciancratura dello sci preimposta, compensando con una inclinazione del corpo anche molto accentuata verso l'interno della curva; questa è la curva carving. 
Lo stile di discesa carving si è diffuso sul finire degli anni novanta e deriva dalla tecnica utilizzata con lo snowboard. Ha portato ad un'accentuazione della sciancratura per facilitare le curve ed aumentare il divertimento dello sciatore. Negli anni si sono accentuate le differenze con le tecniche di discesa più tradizionali (sliding). 
L'attacco dello sci blocca saldamente i piedi sulla punta e sul tallone. Come misura di sicurezza vi è un meccanismo dotato di un sistema a molle tarato in modo da sganciarsi in caso di sforzo eccessivo. Gli attacchi più moderni utilizzano un sistema di molle regolabili secondo una scala DIN per far sì che la forza applicata alle giunture come le ginocchia, in caso di caduta, non superi determinati valori, oltre i quali gli attacchi sganciano gli sci dagli scarponi, minimizzando così il rischio di lesioni alle ginocchia.
Le tecniche di sci alpino hanno subito innovazioni con l'avvento degli sci sciancrati, comunemente detti sci carving, sul mercato dal 1997. Ciascun sci presenta i due bordi esterni concavi verso l'interno, cosicché longitudinalmente possiede una forma parabolica ed è più largo in coda ed in punta e più stretto al centro. Sul mercato ne esistono diversi tipi a seconda dell'uso cui sono destinati nell'affrontare le discese e del raggio di curvatura: sci per discesa libera, per supergigante, per slalom gigante e per slalom speciale. Lo sciatore provetto, senza pretese agonistiche, può acquistare il race-carving, con medio raggio di curvatura ma con una certa grinta. 
La loro lunghezza è inferiore agli sci tradizionali: non superano mai l'altezza dello sciatore. In entrambi gli slalom sono superiori perché le curve possono essere superate in conduzione, limitando la perdita di velocità derivante dallo sbandamento laterale o dérapage.

### Sci a doppia punta o polivalenti "twin tips"
Già negli anni settanta si era diffusa una disciplina di sci acrobatico (hot dog) che utilizzava sci corti e morbidi. 
Alla fine degli anni novanta, ha iniziato ad affermarsi il freestyle; si sono diffusi sci a punta rialzata su entrambe le estremità che permettono di sciare all'indietro, fare salti al contrario ed atterrare dopo aver fatto acrobazie aeree.
La coda rialzata diminuisce la pressione applicata sulla parte posteriore e quindi si esce dalle curve prima che con gli sci normali. Gli sci a doppia punta sono più larghi di quelli normali, sciancrati e costruiti in un materiale più flessibile per attutire gli atterraggi. Gli attacchi sono posti in posizione centrale per migliorare il bilanciamento e sono più bassi per facilitare lo scorrimento laterale. La popolarità del freestyle ha spinto la costruzione di parchi adatti. Questa disciplina si è diffusa soprattutto tra giovani fra 14 ed i 22 anni, ma ci provano anche i più anziani.
Anche se considerata una moda passeggera, le case produttrici hanno inserito fra i loro prodotti sci con queste caratteristiche tanto che ne esistono alcune, come la Line Skis, che producono solo modelli di questo tipo. Il primo modello a doppia punta è stato il K2 Poacher che però non ha riscosso grande successo, il primo modello di successo è stato il 1080 della Salomon.

### Sci da sci alpinismo
Gli sci da sci alpinismo sono una versione modificata degli sci da discesa più leggeri e con un attacco sganciabile in modo da liberare il tallone durante la salita. Come gli sci per il fuoripista sono adatti anche alla neve non battuta. Per la salita si posiziona sotto lo sci la tessilfoca (in origine si usava la pelliccia di foca, ora del materiale sintetico, eventualmente misto a lana mohair) e si sgancia il tallone, mentre per la discesa si riaggancia l'attacco. Gli scarponi da sci alpinismo hanno uno snodo centrale che li rende mobili per facilitare la salita e con un apposito bloccaggio diventano rigidi per la discesa.

### Monosci
Il monosci è uno sci singolo largo il doppio di uno sci tradizionale e dotato di due normali attacchi. Conobbe una certa diffusione negli anni ottanta mentre attualmente conta poche migliaia di appassionati in tutto il mondo e la produzione è limitata a poche aziende. Grazie alla sua larghezza è adatto all'utilizzo in neve fresca.

### Sci da telemark
Lo sci da telemark si usa per le discese o l'escursionismo con tecnica telemark. Ha la particolarità di avere l'attacco collegato solo alla punta dello scarpone. Lo sci da telemark è stato il primo a facilitare i cambi di direzione. È stato inventato da Sondre Norheim proveniente dalla ex contea norvegese del Telemark. Poiché il piede è collegato allo sci solo per la punta, occorrono sci e scarponi più flessibili di quelli normali. Le curve vengono effettuate scivolando, spingendo un piede in avanti ed abbassando il ginocchio della gamba opposta.

### Sci da escursionismo
Lo sci utilizzato per lo sci escursionismo è un derivato di quello da fondo, con alcuni adattamenti che lo avvicinano tuttavia maggiormente agli sci da sci alpino e sci alpinismo. Rispetto al tradizionale sci da fondo su pista, lo sci da sci escursionismo è di solito più corto rispetto all'altezza dello sciatore, ma notevolmente più largo (fino a 7 cm contro i 4-4,5 degli sci da fondo). Inoltre possiede, come gli sci da sci alpino, una doppia lamina laterale che ne migliora notevolmente la presa sulla neve in discesa. Lo scarpone utilizzato con questi sci è una via di mezzo tra lo scarpone da telemark e la scarpetta da fondo, e molti modelli ricordano nell'aspetto più un robusto scarpone da escursionismo che uno scarpone da sci. Come per gli sci da sci alpinismo, sulle solette di questi sci è possibile applicare le pelli di foca.

### Sci da fondo
Gli sci per il fondo sono molto sottili e leggeri: per regolamento nella parte centrale la loro larghezza deve essere compresa fra i 40 e i 47 millimetri e lo spessore in corrispondenza dell'attacco tra i 20 e i 35 millimetri; Il loro peso in media è di 1000g. Hanno una forma ad arco (centina) e varie categorie di rigidezza, in modo che lo sci si appiattisca solo quando tutto il peso dello sciatore grava su un singolo sci. La loro lunghezza deve essere al minimo l'altezza dello sciatore più 10 cm e al massimo 230 cm. Le scarpe sono attaccate solo con la punta ed il tallone è libero di alzarsi. Esistono due tipi di attacco: quello della ditta norvegese Rottefella, detto NNN (è un acronimo che sta per New Nordic Norm), e quello dell'azienda francese Salomon, denominato SNS (acronimo di Salomon Nordic System), che si divide a sua volta in SNS Pilot e SNS Profil. Per decenni gli attacchi delle due aziende sono stati incompatibili, perché il sistema SNS ha bisogno di una scarpa che non si adatta sull'attacco NNN e viceversa; un'eccezione parziale è costituita soltanto dalle scarpe con suola per attacco Salomon Pilot che funzionano anche su attacco Salomon Profil, ma non viceversa. Molti produttori di sci del Nord-Europa (ad esempio Alfa, Alpina, Fischer, Madshus, Peltonen e Rossignol) montano l'attacco Rottefella-NNN. Nel 2016 Salomon ha realizzato un terzo tipo di attacco, denominato Prolink, che è compatibile con la suola NNN degli scarponi Rottefella, ma non con l'attacco SNS. Secondo il produttore francese, SNS fornisce un controllo maggiore sulla calzatura e lo sci, mentre Prolink garantisce una sensibilità maggiore del manto nevoso.

A sua volta, Rottefella ha realizzato successivamente una nuova piastra, denominata IFP (acronimo per la denominazione inglese Integrated Fixation Plate), sulla quale gli attacchi degli scarponi possono essere spostati un po' più avanti, per favorire lo scivolamento e quindi aumentare la velocità, o un po' più indietro, per avere maggiore aderenza a scapito della progressione. Tali piastre sono compatibili con scarponi forniti di attacchi NNN, Prolink e Turnamic, mentre sono in alternativa alle piastre NIS.

Le principali tecniche utilizzate nello sci da fondo sono:
- La tecnica classica che per avanzare sulla neve utilizza l'attrito generato tra la neve e la sciolina di tenuta (una resina che si attacca alla neve), posizionando la sciolina solo nella parte centrale dello sci, grazie alla loro forma arcuata (a forma di ponte, o centina), si può fare in modo che questa tocchi la neve e quindi blocchi lo sci solo quando lo sciatore pone tutto il suo peso su un singolo sci: per avanzare si deve quindi alternare il peso prima su uno e poi su l'altro sci, facendo scivolare all'indietro quello opposto, e sfruttando di conseguenza la spinta del peso del corpo che si genera piegando il ginocchio rispettivo, un po' come fosse una molla che si comprime e viene poi rilasciata. Per tale ragione questa tecnica è nota anche come passo alternato. Alcuni sci per la tecnica classica hanno una soletta con la parte centrale squamata per permettere l'attrito senza l'uso di sciolinatura. Dal 2017 varie marche hanno in parte sostituito questa squamatura con inserti in pelle (di materiale vario come le pelli di foca da cui deriva l'idea di base), con funzione analoga ma più efficace. Gli sci da tecnica classica hanno una curvatura minima di 50 mm in punta per permetterne un utilizzo migliore negli appositi solchi (detti binari) creati nella neve (la cosiddetta pista battuta) da sciatori provetti, apripista o macchinari specifici.
- La tecnica libera (o pattinato o skating, secondo la denominazione inglese tuttora usata anche in italiano e più corretta), introdotta negli anni settanta forse in seguito alla evoluzione degli ski-roll e praticata inizialmente dal finlandese Siitonen e dallo statunitense William Koch, utilizza sci più corti e rigidi con i quali si fa un movimento simile a quello del pattinaggio: in questo modo avanzando gli sci creano un solco nella neve a forma di V, obliquo alla direzione di marcia, e che indica la spinta attuata con lo sci (proprio come la lama del pattino nel ghiaccio). Poiché non è necessario usare sciolina di tenuta gli sci diventano più veloci e permettono di guadagnare un 10% circa sulla velocità media. Gli sci da tecnica libera hanno una curvatura minima di 30 mm in punta per migliorare la loro stabilità durante l'appoggio.

La soletta deve essere trattata con paraffina da scorrimento per ridurre l'attrito con la neve. La tecnica libera è utilizzata nel biathlon, nella combinata nordica e nello sci orientamento, anche se all'inizio sollevò molti contrasti.

Alcuni produttori fabbricano lo stesso tipo di sci con una certa gamma di rigidità, da maggiore a minore (anche in varie gradazioni), che si può sfruttare a seconda sia del peso e della capacità tecnica dello sciatore (più è abile, meglio sfrutterà uno sci più rigido nella fase di carico del peso), sia della neve (di solito su quella più ghiacciata vanno meglio sci duri, mentre quelli meno rigidi scorrono meglio su neve morbida o farinosa).

### Fat Ski
I fat ski sono progettati per il fuoripista in neve fresca (freeride), per sciare sulla neve non battuta, dove non esistono tracciati. Questi sci sono molto larghi al centro rispetto a uno sci convenzionale, per permettere il galleggiamento sulla neve fresca. Esistono modelli utilizzati dalle forze armate addestrate a combattere anche in inverno.

### Sci da salto
Gli sci da salto sono molto lunghi (al massimo il 130% dell'altezza dello sciatore) e larghi, per avere maggior portanza in fase di volo

### Skiboard - mini sci
Gli skiboard sono dei mini sci sciancrati e lunghi fra i 60 e i 120 cm. Sono attrezzi dalla forma molto simile a degli sci in miniatura, ma con attacco e bilanciamento centrale, permettono l'utilizzo con la tecnica degli inline skates (pattini in linea) e sono utilizzati in freestyle o freeride, in pista e fuori pista. 
Utilizzati in pista, richiedono una tecnica molto simile allo sci carving; grazie alla sciancratura del profilo, permettono curve a raggio molto ridotto. 
Negli snowpark sono agevolati dalle ridotte dimensioni e peso, permettendo così un gran numero di evoluzioni (tricks). 
Si possono usare scarponi del tipo morbido, per poter così permettere al rider di muoversi più agilmente per effettuare cambi di direzione bruschi o eventuali evoluzioni in pista o in park attrezzati.
Lo skiboard ha la parte anteriore e posteriore ugualmente rialzata per poter agevolare la discesa all'indietro ed i giri a 360° a terra. Oggi sono disponibili sia con attacchi fissi (in plastica o in alluminio, a 4 o 8 fori), senza sgancio rapido in caso di caduta, che con attacco a sgancio rapido come i tradizionali sci. I primi sono molto maneggevoli e leggeri, consigliati ai rider esperti, i secondi sono più stabili e comodi da calzare, ma pesanti, indicati così per chi è alle prime armi o per i freecarvers che non si staccano dal suolo e risentono meno del peso.
Snowblade è il nome di un modello della Salomon prodotto dalla metà degli anni novanta che spesso viene utilizzato come sinonimo di skiboard: termine nato negli USA. Negli anni 80, la Kneissl produsse il Bigfoot, uno sci cortissimo a forma di piede, che ebbe successo in particolare nei paesi del nord Europa; non c'entra con il moderno skiboard, ma ha contribuito alla rottura con la rigida impostazione della scuola di discesa tradizionale.

## Voci correlate

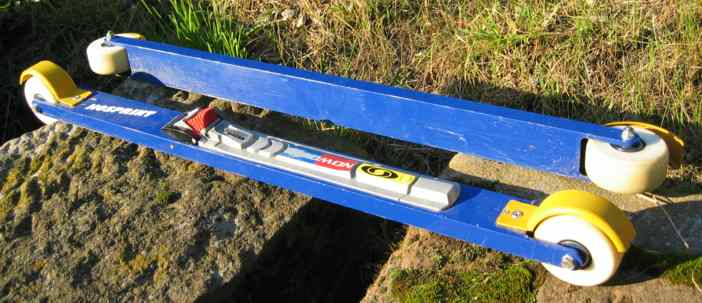
Rollerski